# Ренан (Берн)
Ренан (фр. Renan) — громада  в Швейцарії в кантоні Берн, адміністративний округ Бернська Юра.

## Географія
Громада розташована на відстані близько 45 км на північний захід від Берна.
Ренан має площу 12,6 км², з яких на 5,8% дозволяється будівництво (житлове та будівництво доріг), 60% використовуються в сільськогосподарських цілях, 33,7% зайнято лісами, 0,5% не є продуктивними (річки, льодовики або гори).

## Демографія
2019 року в громаді мешкало 927 осіб (+8,9% порівняно з 2010 роком), іноземців було 10,7%. Густота населення становила 73 осіб/км².
За віковим діапазоном населення розподілялося таким чином: 19,2% — особи молодші 20 років, 63,4% — особи у віці 20—64 років, 17,4% — особи у віці 65 років та старші. Було 422 помешкань (у середньому 2,2 особи в помешканні).
Із загальної кількості 272 працюючих 56 було зайнятих в первинному секторі, 55 — в обробній промисловості, 161 — в галузі послуг.